# Pedro de Artajona
Pedro de Artajona (Artajona, ? - Pamplona, 13 de junio de 1193), también llamado Pedro de París por haber estudiado en la universidad de esta ciudad,
fue un eclesiástico navarro, obispo de Pamplona desde 1167 hasta su muerte, consejero del rey Sancho VI y su embajador.
Fue enterrado en el monasterio de Santa María la Real de Iranzu, que él mismo había fundado.
| Predecesor: Viviano | Obispo de Pamplona 1167 - 1193 | Sucesor: Martín de Tafalla |